# Diedenhofener Kapitular
Das Diedenhofener Kapitular ist ein Doppelkapitular (königliche Anordnung) von Karl dem Großen, das gegen Ende des Jahres 805 in Diedenhofen (heute Thionville/Frankreich) erlassen wurde, wo sich der Kaiser spätestens seit dem 12. Dezember und über die Weihnachtszeit aufgehalten hat. Im zweiten dieser Kapitularien werden unter anderem die Städte Magdeburg und Forchheim erstmals urkundlich erwähnt.
Im Wesentlichen handelt es sich beim Diedenhofener Kapitular um eine Art „Waffenembargo“ der Franken gegenüber den Slawen. In der Urkunde wurde den namentlich aufgeführten Städten verboten, mit den Slawen Waffenhandel zu betreiben. Dies sind entlang der damaligen Slawengrenze: Bardowick, „Skaesla“, Magdeburg, Erfurt, Hallstadt (bei Bamberg), Forchheim, Premberg (heute ein Ortsteil von Teublitz bei Schwandorf), Regensburg und Lorch.
Unter Historikern ist umstritten, welcher Ort mit dem erwähnten „Skaesla“ gemeint ist. Die Aufzählung zeigt eine deutliche Reihenfolge von Nord nach Süd. Demnach müsste „Skaesla“ zwischen Bardowick und Magdeburg liegen. Das an der Mündung der Jeetzel in die Elbe gelegene Hitzacker (Elbe) kann daher mit mehr Wahrscheinlichkeit ebenso wie die beim Burgwall von Meetschow entdeckte Siedlung in Anspruch nehmen, das gesuchte Skaesla zu sein, als das von der Slawengrenze weit entfernte Scheeßel oder aber das weiter südlich gelegene Scheßlitz bei Bamberg.
Das Diedenhofer Kapitular ist im Original nicht mehr erhalten, sondern nur in Abschriften des Hochmittelalters.

## Edition
- Alfred Boretius (hrsg.): Duplex capitulare missorum in Theodonis villa datum. In: MGH Capitularia regni Francorum 1, Hannover 1883, S. 120–126 Nr. 43–44 (Digitalisat)